# Xilem

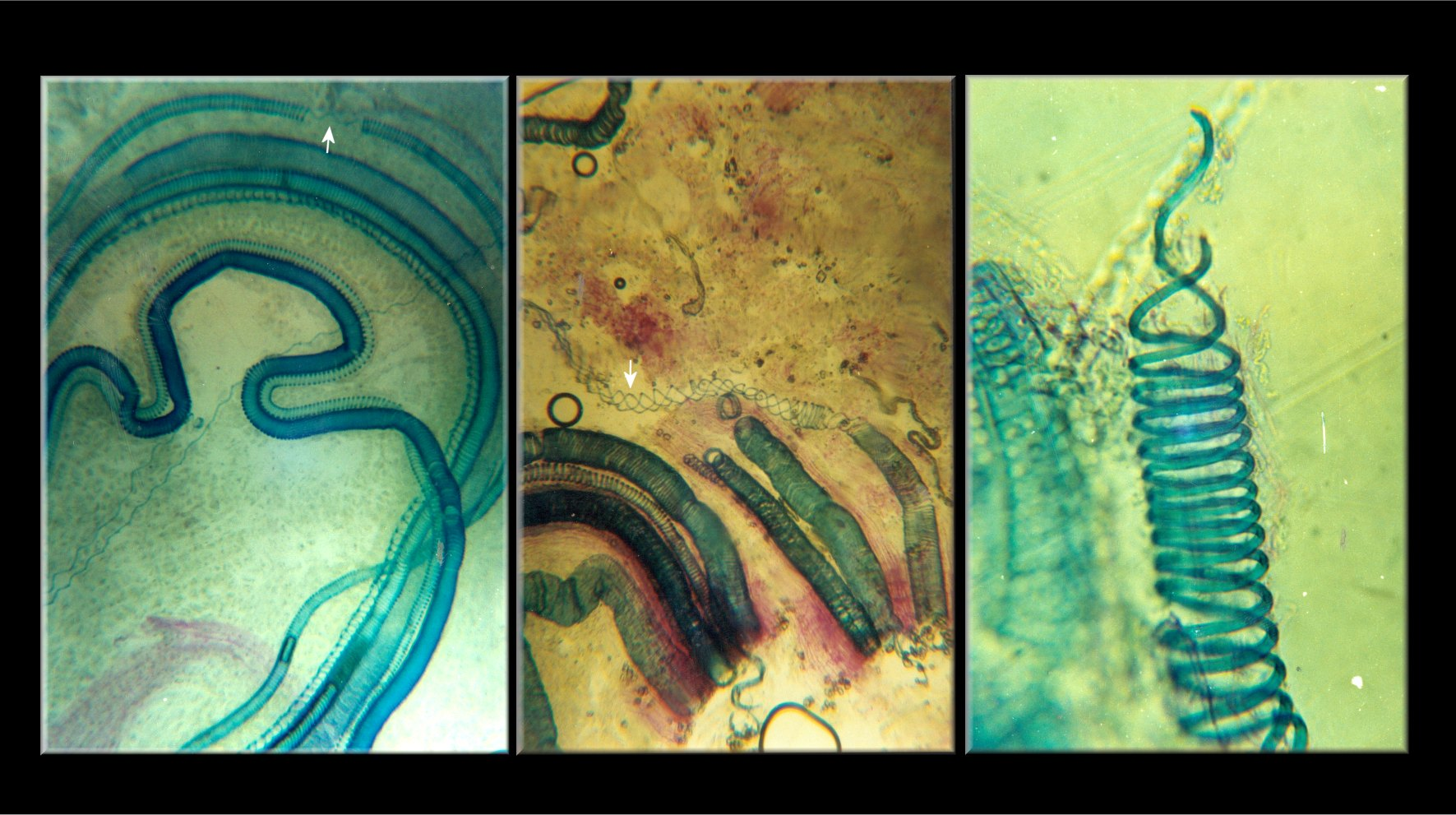
Elementele xilemului dintr-un lăstar de Ficus alba

Xilemul reprezintă unul dintre cele două tipuri de țesuturi transportoare de la plantele vasculare, celălalt fiind floemul. Funcția de bază a xilemului este de a transporta apa și sărurile minerale absorbite de rădăcină către restul organelor (tulpină, frunze). Cuvântul provine din grecescul ξύλον (xylon), care înseamnă „lemn”, întrucât lemnul produs de plante provine de fapt prin dezvoltarea acestui parenchim. Termenul a fost introdus de Nägeli în 1858.

## Structură
Principalele elemente constitutive ale xilemului sunt celulele acestui parenchim, cilindrice, cu rol în transportul sevei brute (apă și săruri minerale). Acestea împreună poartă numele de vase lemnoase și pot fi traheide (vase neperfecte, unicelulare, scurte) sau trahei (vase perfecte, cu mai multe celule fuzionate).
În xilem mai sunt întâlnite alte două tipuri de celule: parenchimatice și colenchimatice (cu rol în susținere și în protecție).
Xilemul poate fi întâlnit:
- în fasciculele libero-lemnoase la plantele fără lemn sau la plantele lemnoase, în regiunile tisulare fără lemn
- ca și xilem secundar, împreună cu un țesut meristematic denumit cambiu la plantele lemnoase
- ca parte a stelului, la majoritatea ferigilor.